# Mangua paringa
Mangua paringa är en spindelart som beskrevs av Forster 1990. Mangua paringa ingår i släktet Mangua och familjen Synotaxidae. Inga underarter finns listade i Catalogue of Life.